# درز پیشانی
درز پیشانی (انگلیسی: Frontal suture) یک مفصل رشته‌ای است که دو نیمه استخوان پیشانی جمجمه را در نوزادان و کودکان تقسیم می‌کند. این درز به‌طور معمول، بین سه تا نه ماهگی کاملاً جوش می‌خورد و دو نیمه استخوان پیشانی با هم ترکیب می‌شوند. به آن درز میان‌چشمی (متوپیک) نیز گفته می‌شود، اگرچه این اصطلاح ممکن است به‌طور خاص به درز پیشانی ماندگار در سنین بالاتر اشاره کند.
اگر درز پیشانی در بدو تولد وجود نداشته باشد و هر دو استخوان پیشانی از قبل به هم جوش خورده باشند (پیوستگی جمجمه، کرانیوسینوستوز)، شکلی تیرچه‌مانند در جمجمه ایجاد می‌شود به نام سه‌گوش‌سری می‌شود. وجود آن در جمجمه جنین، همراه با سایر درزهای جمجمه و ملاج‌ها (فونتانل‌ها)، نوعی انعطاف‌پذیری برای جمجمه فراهم می‌کند که می‌تواند حرکت سر را از طریق مجرای دهانه رحم و مهبل در جریان زایمان تسهیل کند. بافت همبند متراکمی که بین استخوان‌های پیشانی یافت می‌شود با بزرگتر شدن کودک با بافت استخوانی جایگزین می‌شود.

## نوع ماندگار

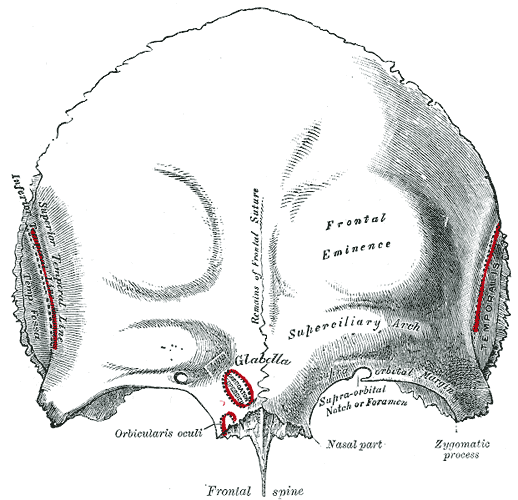
استخوان پیشانی (سطح بیرونی)

در برخی افراد، درز پیشانی می‌تواند تا بزرگسالی (به‌طور کامل یا جزئی) باقی بماند و به آن درز میان‌چشمی پایدار گفته می‌شود. شیوع آن در زنان حدود ۴ درصد و در مردان حدود ۲ درصد است. این درز می‌تواند استخوان پیشانی را دو نیم کند و از دماغک (نازیون) تا نوک سر (برگما) کشیده شود یا به‌عنوان یک درز جدا باقی بماند.
درز ماندگار پیشانی هیچ اهمیت بالینی ندارد، اگرچه می‌توان آن‌ها را با شکستگی جمجمه اشتباه گرفت. از آنجا که درزهای ماندگار پیشانی در پرتونگاری قابل رؤیت‌اند، می‌توانند برای شناسایی پزشکی قانونی بقایای اسکلتی انسان مفید باشند.
درز ماندگار پیشانی را نباید با درز بالای بینی (یک درز کوچک به شکل زیگزاگ که در ابرومیان یا کمی بالاتر از آن قرار دارد) اشتباه گرفت.